# Lato
Lato (пол. лето) — шрифт без засечек, созданный польским дизайнером Лукашем Дзедзицем. Гарнитура использует классические пропорции для придания буквам гармонии и элегантности. Шрифт разработан летом 2010 года и выпущен в декабре 2010 года под лицензией SIL (OFL). Это свободный шрифт с открытым исходным кодом. Lato имеет 10 начертаний: обычный, курсив, полужирный, чёрный, светло-курсив, чёрный, полужирный курсив, чёрный курсив, hairline и его курсив. В 2013—2014 гарнитура была значительно расширена для покрытия более 3000 глифов в каждом начертании, поддерживает 100 языков, основанных на латинице, 50 языков, использующих кириллицу, а также греческие и фонетику IPA. В процессе разработки метрика и кернинг были пересмотрены, а также созданы дополнительно четыре начертания.
После размещения в каталоге Google Fonts быстро стал третьим по популярности веб-шрифтом после фирменного Roboto и Open Sans с более 1,5 триллионами показов на апрель 2019, используется более чем на 11 млн сайтов.

## Начертания

Прямые начертания
Курсивы

На его основе была создана другая гарнитура — Carlito, распространяемая в составе LibreOffice и метрически совместимая с Calibri, шрифтом Microsoft Office по умолчанию начиная с версии 2007.
Используется на официальном сайте польских железных дорог. Также использовался на «Авито» с осени 2020 по 2022 год.